# کارن همایون‌فر
کارَن همایونفر (زادهٔ ۱۳۴۷) موسیقی‌دان و آهنگساز ایرانی است. او چهار بار موفق به دریافت سیمرغ بلورین بهترین موسیقی متن جشنواره فیلم فجر و پنج بار موفق به دریافت تندیس زرین بهترین موسیقی در جشن سینمای ایران شده‌است. او در سال ۱۴۰۱ به‌عنوان یکی از داوران در فصل سوم مسابقهٔ تلویزیونی عصر جدید حضور داشت.

## زندگی‌نامه
کارَن همایونفر در سال ۱۳۴۷ در تهران به دنیا آمد. او از شش سالگی یادگیری پیانو و تئوری موسیقی را آغاز کرد. پس از اتمام دبیرستان برای ادامه تحصیل در رشته موسیقی به انگلستان و سپس به ترکیه رفت. در انگلستان به موسیقی بیلکنت رفت و بعد از آن در کنسرواتوآر موسیقی «هاجِد تپهٔ» آنکارا، به تحصیلات تکمیلی ادامه داد. او در طول این مدت به صورت خصوصی از استادان موسیقی کلاسیک ترکیه از جمله حیکمَت شیمشَک، کمال اَروغلو و انور توفان آموزش دید و یادگیری اصول هارمونی، کُنتر پوآن، فُرم و تکمیل نوازندگی پیانو را ادامه داد. همایونفر از سال ۱۳۷۳ به آهنگسازی فیلم مشغول است.
همایون‌فر از اعضای شورای مرکزی کانون آهنگسازان سینمای ایران است. او در ادامه فعالیت‌های خود در سال ۱۳۹۰ آلبومی با عنوان سرانجام شامل مجموعه آثارش برای موسیقی متن فیلم‌های جرم، خاک‌آشنا، زادبوم، گزارش یک جشن، سوت پایان، قصهٔ پریا و یکی از ما دو نفر را منتشر کرد. در سال ۱۳۹۲ آلبوم گذشته، حال استمراری شامل موسیقی متن سریال‌های سفر سبز، حلقه سبز و فیلم‌های سلطان، آکواریوم، برف روی کاج‌ها و پل چوبی را منتشر کرد. آلبوم خاطرات مبهم با همکاری رضا یزدانی و موسیقی آلبوم «دوستت دارم» در چهار حلقه، دکلمه و شعر احمدرضا احمدی، از آثار اوست که انتشار یافته‌است. او برای بیش از ۱۰۰ فیلم و سریال موسیقی ساخته‌است. او همچنین موسیقی فیلم‌های بادیگارد و به وقت شام را به صورت جداگانه منتشر کرده‌است.
همایون‌فر در فصل سوم مسابقهٔ تلویزیونی عصر جدید به عنوان داور و همچنین جایگزین آریا عظیمی‌نژاد در این برنامه حضور دارد.

## حواشی
- به دلیل اسم «کارن» برخی به اشتباه او را از ارمنی‌های ایران دانسته‌اند اما وی در گفتگو با برنامه تلویزیونی هفت در سال ۱۳۹۳[۷] و نیز در گفتگویی دیگر[۸] این موضوع را تکذیب و اعلام کرد که مسلمان و شیعه است[۹] و ماهیت نام خود را پارسی خواند که در اصل برگرفته از نام یکی از فرزندان کاوه آهنگر (از شخصیت‌های شاهنامه فردوسی) و تلفظ صحیح آن نیز کارَن است.[۱۰]
- کارن همایونفر، در دی ماه سال ۱۳۹۵ خود را یک حزب‌اللهی معرفی کرد و دربارهٔ علاقه‌اش به جنگیدن در سوریه گفت:[۱۱][۱۲][۱۳]

خود را به معنای ارزشی آن حزب‌اللهی می‌دانم، من فرزند جنگ هستم و درصورت مهیا بودن شرایط خیلی دوست داشتم به سوریه بروم و بتوانم برای اعتقادات و منافع ملی کشورم فعالیت کنم؛ زیرا می‌دانم اگر این اقدامات امروز در سوریه نبود ممکن بود با تروریست‌ها در همین میدان آزادی تهران مواجه می‌شدیم.
- در خرداد سال ۱۳۹۵، وی طی یادداشتی در صفحه شخصی خود در اینستاگرام از احسان علیخانی نسبت به پخش بدون اجازه آثارش در برنامه ماه عسل انتقاد کرد.[۱۴] پس از انتشار این پیام احسان علیخانی در تماس تلفنی با کارن همایونفر[۱۵] و نیز در برنامه ماه عسل، بابت تذکر حرفه‌ای همایونفر از وی تشکر و نیز عنوان کرد: «عزیز دل من، یکی از خوب‌ها و دوست داشتنی‌های سینما و تلویزیون کارن همایونفر نازنین که موسیقی متن آثار سینمایی و تلویزیونی دوست داشتنی و بینظیر ساخته او قابل شمارش نیست. در خیلی از گفتگوها در دل برنامه از موسیقی متنهای او در حین گفتگو به عنوان زیرصدا استفاده کردیم و به همین دلیل از او تشکر می‌کنم. یک تذکر بسیارحرفه ای و در نهایت ادب و محبت داشتند. با هم گفتگوی خوبی داشتیم و از او به دلیل محبتی که به ما دارد بسیار سپاسگزارم و روی ماهش را می‌بوسم و به خاطر این موضوع اجازه می‌گیریم. چون ساخت و تولید موسیقی به خصوص در کشور ما خیلی ساده است، اما موسیقی خوب ساختن اصلاً ساده نیست. ولی بعضی از دوستان ما آن قدر روی درام و قصه خوب موسیقی خلق می‌کنند که حیف است از آن موسیقی استفاده نکنیم.»[۱۶][۱۷]
- در سال ۱۳۹۵، افشین پرورش مدعی شد که کارن همایونفر موسیقی متن فیلم جرم را از موسیقی فیلم دنباله‌رو ساختهٔ ژرژ دلرو[۱۸][۱۹] و نیز موسیقی متن فیلم چهارشنبه ۱۹ اردیبهشت را از موسیقی  فیلم میان‌ستاره‌ای ساختهٔ هانس زیمر سرقت کرده‌است.[۲۰]
- در فروردین ۱۴۰۱ در برنامهٔ عصر جدید، برخورد کارن همایونفر با یکی از شرکت‌کنندگان این برنامهٔ تلویزیونی که اهل افغانستان بود، مورد انتقاد قرار گرفت. او پس از پایان استندآپ کمدی این جوان، در بخشی از صحبت‌هایش گفت که درست نیست در صحنه‌ای که در پایتخت ایران است از نامهربانی ایران بگویی. او ادامه داد: «من بشخصه تنها چیزی که دارم و آن را با هیچ چیزی عوض نمی‌کنم، شناسنامه و پاسپورتم است، این دو را از آدم بگیرند هویتی از او باقی نمی‌ماند… حالا یک جاهایی بد رفتاری شده اما این بدین معنی نیست که تو روی این صحنه تمام ماهیت اداری، اخلاقی، ارتباطی رو زیر سؤال ببری…»[۲۱][۲۲][۲۳][۲۴][۲۵][۲۶]

## آثار

### فیلم سینمایی
1. موسی کلیم‌الله: به وقت طلوع (۱۴۰۳)
2. اسفند (۱۴۰۳)
3. قلب رقه (۱۴۰۲)
4. روایت ناتمام سیما (۱۴۰۱)
5. بعد از تو (۱۳۹۹)[۲۷]
6. پیتوک (۱۳۹۸)[۲۸]
7. خروج (۱۳۹۸)
8. روز بلوا (۱۳۹۸)
9. روسی (۱۳۹۸)
10. سودابه (۱۳۹۷)
11. آشفتگی (۱۳۹۷)
12. لس آنجلس تهران (۱۳۹۷)
13. به وقت شام (۱۳۹۶)
14. اتاق تاریک (۱۳۹۶)
15. عرق سرد (۱۳۹۶)
16. زیر سقف دودی (۱۳۹۵)
17. آذر (۱۳۹۵)
18. بادیگارد (۱۳۹۴)
19. نیمه‌شب اتفاق افتاد (۱۳۹۴)
20. خشم و هیاهو (۱۳۹۴)
21. اروند (۱۳۹۴)
22. من (۱۳۹۴)
23. پولاریس (فیلم) (۱۳۹۴)
24. خفگی (۱۳۹۴)
25. چهارشنبه ۱۹ اردیبهشت (۱۳۹۳)
26. رخ دیوانه (۱۳۹۳)
27. استراحت مطلق (۱۳۹۳)
28. مردی که اسب شد (۱۳۹۳)[۲۹]
29. شیفت شب (۱۳۹۳)
30. نقش نگار (۱۳۹۳)
31. ناخواسته (۱۳۹۲)
32. دلم می‌خواد (۱۳۹۲)
33. خانوم (۱۳۹۲)
34. هیس دخترها فریاد نمی‌زنند (۱۳۹۱)
35. یک، دو، سه،... پنج (۱۳۹۱)
36. همه چیز برای فروش (۱۳۹۱)
37. پل چوبی (۱۳۹۰)
38. زندگی خصوصی آقا و خانم میم (۱۳۹۰)
39. میگرن (۱۳۹۰)
40. برف روی کاج‌ها (۱۳۹۰)
41. بی‌خود و بی‌جهت (۱۳۹۰)
42. پنهان (۱۳۹۰)
43. جرم (۱۳۸۹)
44. اسب حیوان نجیبی است (۱۳۸۹)
45. من مادر هستم (۱۳۸۹)
46. گزارش یک جشن (۱۳۸۹)
47. مرگ کسب و کار من است (۱۳۸۹)
48. یکی از ما دو نفر (۱۳۸۹)
49. سوت پایان (۱۳۸۹)
50. قصه پریا (۱۳۸۸)
51. شب واقعه (۱۳۸۸)
52. طهران تهران (۱۳۸۸)
53. سن پطرزبورگ (۱۳۸۸)
54. دموکراسی تو روز روشن (۱۳۸۸)
55. شکلات داغ (۱۳۸۸)
56. هیچ (۱۳۸۸)
57. شنبه روز بدی بود (۱۳۸۸)[۳۰]
58. سایه وحشت (۱۳۸۷)[۳۱]
59. خیابان بیست و چهارم (۱۳۸۷)
60. زادبوم (۱۳۸۷)
61. تهران در جستجوی زیبایی (۱۳۸۷)
62. کودک و فرشته (۱۳۸۶)
63. توفیق اجباری (۱۳۸۶)
64. خاک آشنا (۱۳۸۶)
65. صد سال به این سال‌ها (۱۳۸۶)
66. ژانی گه‌ل (۱۳۸۵)
67. آفتاب بر همه یکسان می‌تابد (۱۳۸۵)
68. ایستگاه بهشت (۱۳۸۵)
69. پاپیتال (۱۳۸۵)
70. پایان راه (۱۳۸۵)
71. رمز (۱۳۸۵)
72. آکواریوم (۱۳۸۴)
73. از دوردست (۱۳۸۴)
74. پل سیزدهم (۱۳۸۳)
75. سالاد فصل (۱۳۸۳)
76. باج خور (۱۳۸۲)
77. جنایت (۱۳۸۲)
78. سیزده گربه روی شیروانی (۱۳۸۲)
79. این زن حرف نمی‌زند (۱۳۸۱)
80. اثیری (۱۳۸۰)
81. بی تو تنهایم (۱۳۸۰)
82. بی همتا (۱۳۸۰)
83. تیک (۱۳۸۰)
84. کاغذ بی‌خط (۱۳۸۰)
85. آبی (۱۳۷۹)
86. از صمیم قلب (۱۳۷۹)
87. پارتی (۱۳۷۹)
88. دعوت به شام (۱۳۷۹)
89. راز شب بارانی (۱۳۷۹)
90. رنگ شب (۱۳۷۹)
91. شیفته (۱۳۷۹)
92. صدای سخن عشق (۱۳۷۹)
93. نوبت دوم (۱۳۷۹)
94. شراره (۱۳۷۸)
95. سیاوش (۱۳۷۷)
96. سلطان (۱۳۷۵)
97. تنگنا (۱۳۷۴)
98. حادثه در کندوان (۱۳۷۴)
99. اشک و لبخند (۱۳۷۳)

### تله فیلم
1. بارانداز (۱۳۸۹)[۳۲]
2. سیم آخر (۱۳۸۸)[۳۳]
3. سکو (۱۳۸۸)[۳۴]
4. نشان قابیل (۱۳۸۷)[۳۵]
5. مرگ عوضی (۱۳۸۷)[۳۶]
6. اجاق‌های شعله‌ور (۱۳۸۷)[۳۷]
7. قضاوت (۱۳۸۷)[۳۸]
8. در همین نزدیکی (۱۳۸۷)[۳۹]
9. سایاب (۱۳۸۶)[۴۰]
10. انتخاب (۱۳۸۶)[۴۱]
11. وقت اضافه (۱۳۸۶)[۴۲]
12. هما (۱۳۸۶)[۴۳]
13. پروژه اسکن (۱۳۸۶)[۴۴]

### سریال تلویزیونی
1. خوشنام (۱۴۰۱)[۴۵]
2. خط مقدم (۱۴۰۰)[۴۶]
3. دادستان (۱۳۹۹)
4. سر دلبران (۱۳۹۷)
5. عقیق (۱۳۹۶)
6. نفس گرم (۱۳۹۴)
7. تنهایی لیلا (۱۳۹۴)
8. مدینه (۱۳۹۳)
9. مادرانه (۱۳۹۲)
10. سی‌امین روز (۱۳۸۹)[۴۷]
11. نردبام آسمان (۱۳۸۸)
12. عبور از پاییز (۱۳۸۸)
13. فاکتور هشت (۱۳۸۸)[۴۸]
14. گاوصندوق (۱۳۸۸)
15. مرگ تدریجی یک رؤیا (۱۳۸۷)
16. بی‌صدا فریاد کن (۱۳۸۶)
17. اغما (۱۳۸۶)
18. حلقه سبز (۱۳۸۶)
19. پرواز در حباب (۱۳۸۵)
20. صاحبدلان (۱۳۸۵)
21. ریحانه (۱۳۸۴)
22. راه شب (۱۳۸۴)[۴۹]
23. سفر سبز (۱۳۸۱)
24. پلیس جوان (۱۳۸۰)
25. همسایه‌ها (۱۳۷۹)
26. مسافر (۱۳۷۹)
27. روزهای زندگی (۱۳۷۷)
28. در قلب من (۱۳۷۷)
29. دو پنجره (۱۳۷۴)

### نمایش خانگی
# قلب یخی (۱۳۸۹)
1. ابله (۱۳۹۳)
2. شریک جرم (۱۴۰۲)

### مستند
1. چشم جنگ (۱۳۹۴)[۵۰]
2. حمید هما (۱۳۹۴)[۵۱]

### تئاتر
1. کارت دعوتی برای افتتاحیه من (۱۳۹۵)[۵۲]
2. خانه دلقک کجاست؟ (۱۳۹۴)[۵۳]
3. مردی برای تمام فصول (۱۳۹۳)[۵۴]

### فیلم کوتاه
1. باهر، ذهن او (۱۳۹۴)[۵۵]
2. به سادگی نوشیدن یک چای (۱۳۹۰)[۵۶]

### آلبوم موسیقی
- «سید الامه»
- «به وقت شام» (موسیقی متن فیلم به وقت شام)
- «همه این روزها» (موسیقی متن‌های خشم و هیاهو، خانوم، مردی برای تمام فصول، نقش نگار، شیفت شب، من، مدینه، چهارشنبه ۱۹ اردیبهشت، نفس گرم، تنهایی لیلا، استراحت مطلق، ناخواسته، این سیب هم برای تو، نیمه شب اتفاق افتاد و باهر)[۵۷]
- «بازی‌های آوازی ۱ و ۲» (به همراه سودابه سالم)[۵۸]
- «بادیگارد» (موسیقی متن فیلم بادیگارد)[۵۹]
- «آخرین تانگو» (همکاری با یغما گلرویی و مهدی باقریان)[۶۰]
- «من، پرویز پرستویی» (با دکلمه پرویز پرستویی)[۶۱]
- «دوستت دارم» (با شعر و دکلمهٔ احمدرضا احمدی)[۶۲]
- «خاطرات مبهم» (همکاری با رضا یزدانی)
- «گذشته، حال استمراری» (موسیقی متن‌های سفر سبز، برف روی کاج‌ها، اسب حیوان نجیبی است، زندگی خصوصی آقا و خانم میم، بی خود و بی جهت، پنهان، ابرهای ارغوانی، هیس! دخترها فریاد نمی‌زنند، سلطان، آکواریوم، سیاوش و پل چوبی)[۶۳]
- «یک خیابان سهم یک افسانه نیست» (با شعر و دکلمهٔ اندیشه فولادوند)[۶۴]
- «سرانجام» (موسیقی متن‌های جرم، خاک آشنا، گزارش یک جشن، یکی از ما دو نفر، قصه پریا، شب واقع، زادبوم، سوت پایان، ژانی گه‌ل، مرگ کسب و کار من است، از دور دست و اسب حیوان نجیبی است)[۶۵]

### کتاب صوتی
- «بار دیگر شهری که دوست می‌داشتم» اثر نادر ابراهیمی (به روایت پیام دهکردی)[۶۶]

## بازیگری
- اسب حیوان نجیبی است (۱۳۸۹)
- صاحبدلان (۱۳۸۵)
- ردپای گرگ (نقش کوتاه، ۱۳۷۱)

## جوایز و افتخارات

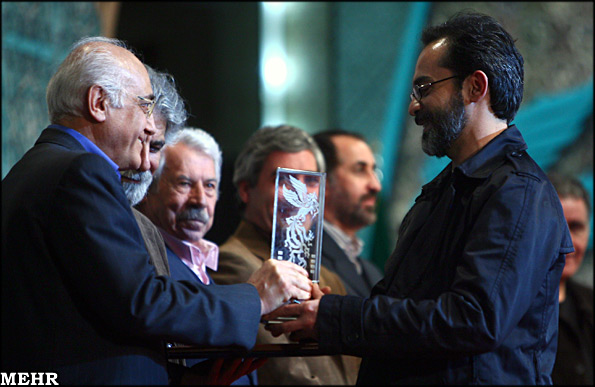
کارن همایونفر برنده سیمرغ بهترین موسیقی متن برای فیلم زادبوم از بیست و هفتمین جشنواره فیلم فجر

### جشنواره فیلم فجر
| سال  | نام فیلم                  | رده                                             | نتیجه    | منبع          |
| ---- | ------------------------- | ----------------------------------------------- | -------- | ------------- |
| ۱۴۰۳ | اسفند                     | سیمرغ بلورین بهترین موسیقی متن جشنواره فیلم فجر | برنده    |               |
| ۱۴۰۱ | روایت ناتمام سیما         | سیمرغ بلورین بهترین موسیقی متن جشنواره فیلم فجر | نامزدشده | [ ۶۷ ]        |
| ۱۴۰۲ | قلب رقه                   | سیمرغ بلورین بهترین موسیقی متن جشنواره فیلم فجر | نامزدشده |               |
| ۱۳۹۶ | به وقت شام                | سیمرغ بلورین بهترین موسیقی متن جشنواره فیلم فجر | برنده    | [ ۶۸ ] [ ۶۹ ] |
| ۱۳۹۴ | بادیگارد                  | سیمرغ بلورین بهترین موسیقی متن جشنواره فیلم فجر | نامزدشده | [ ۷۰ ]        |
| ۱۳۹۳ | رخ دیوانه                 | سیمرغ بلورین بهترین موسیقی متن جشنواره فیلم فجر | نامزدشده | [ ۷۱ ]        |
| ۱۳۹۲ | همه چیز برای فروش         | سیمرغ بلورین بهترین موسیقی متن جشنواره فیلم فجر | نامزدشده | [ ۷۲ ]        |
| ۱۳۹۱ | هیس! دخترها فریاد نمی‌زنند | سیمرغ بلورین بهترین موسیقی متن جشنواره فیلم فجر | نامزدشده | [ ۷۳ ]        |
| ۱۳۸۹ | جرم                       | سیمرغ بلورین بهترین موسیقی متن جشنواره فیلم فجر | برنده    | [ ۷۴ ]        |
| ۱۳۸۷ | زادبوم                    | سیمرغ بلورین بهترین موسیقی متن جشنواره فیلم فجر | برنده    | [ ۷۵ ]        |

### جشن خانه سینما
| سال  | نام فیلم               | رده                               | نتیجه    | منبع   |
| ---- | ---------------------- | --------------------------------- | -------- | ------ |
| ۱۳۹۸ | اتاق تاریک             | تندیس زرین بهترین موسیقی متن فیلم | نامزدشده | [ ۷۶ ] |
| ۱۳۹۷ | خفه‌گی                  | تندیس زرین بهترین موسیقی متن فیلم | نامزدشده | [ ۷۷ ] |
| ۱۳۹۶ | اروند                  | تندیس زرین بهترین موسیقی متن فیلم | برنده    | [ ۷۸ ] |
| ۱۳۹۵ | بادیگارد               | تندیس زرین بهترین موسیقی متن فیلم | برنده    | [ ۷۹ ] |
| ۱۳۹۰ | جرم                    | تندیس زرین بهترین موسیقی متن فیلم | برنده    | [ ۸۰ ] |
| ۱۳۸۹ | شب واقعه               | تندیس زرین بهترین موسیقی متن فیلم | نامزدشده | [ ۸۱ ] |
| ۱۳۸۷ | خاک آشنا               | تندیس زرین بهترین موسیقی متن فیلم | برنده    | [ ۸۲ ] |
| ۱۳۸۶ | ژانی گه‌ل               | تندیس زرین بهترین موسیقی متن فیلم | برنده    | [ ۸۳ ] |
| ۱۳۸۳ | سیزده گربه روی شیروانی | تندیس زرین بهترین موسیقی متن فیلم | نامزدشده | [ ۸۴ ] |
| ۱۳۸۲ | تیک                    | تندیس زرین بهترین موسیقی متن فیلم | نامزدشده | [ ۸۵ ] |
| ۱۳۸۱ | کاغذ بی‌خط              | تندیس زرین بهترین موسیقی متن فیلم | نامزدشده | [ ۸۶ ] |

### جشن منتقدان سینمای ایران
| دوره                                           | نام فیلم                   | رده                    | نتیجه        | منبع          |
| ---------------------------------------------- | -------------------------- | ---------------------- | ------------ | ------------- |
| یازدهمین جشن انجمن منتقدان سینمای ایران (۱۳۹۶) | خفه‌گی                      | بهترین موسیقی متن فیلم | نامزدشده     | [ ۸۷ ]        |
| هشتمین جشن انجمن منتقدان سینمای ایران (۱۳۹۳)   | همه چیز برای فروش          | بهترین موسیقی متن فیلم | برنده        | [ ۸۸ ]        |
| هفتمین جشن انجمن منتقدان سینمای ایران (۱۳۹۲)   | هیس! دخترها فریاد نمی‌زنند  | بهترین موسیقی متن فیلم | نامزدشده     | [ ۸۹ ]        |
| ششمین جشن انجمن منتقدان سینمای ایران (۱۳۹۱)    | زندگی خصوصی آقا و خانم میم | بهترین موسیقی متن فیلم | دیپلم افتخار | [ ۹۰ ] [ ۹۱ ] |
| ششمین جشن انجمن منتقدان سینمای ایران (۱۳۹۱)    | برف روی کاج‌ها              | بهترین موسیقی متن فیلم | دیپلم افتخار | [ ۹۰ ] [ ۹۱ ] |

### جشن دنیای تصویر
| دوره                             | نام فیلم          | رده                    | نتیجه    | منبع   |
| -------------------------------- | ----------------- | ---------------------- | -------- | ------ |
| شانزدهمین جشن دنیای تصویر (۱۳۹۵) | بادیگارد          | بهترین موسیقی متن فیلم | نامزدشده | [ ۹۲ ] |
| پانزدهمین جشن دنیای تصویر (۱۳۹۴) | رخ دیوانه         | بهترین موسیقی متن فیلم | نامزدشده | [ ۹۳ ] |
| چهاردهمین جشن دنیای تصویر (۱۳۹۳) | برف روی کاج‌ها     | بهترین موسیقی متن فیلم | نامزدشده | [ ۹۴ ] |
| دوازدهمین جشن دنیای تصویر (۱۳۹۰) | سن پطرزبورگ       | بهترین موسیقی متن فیلم | نامزدشده | [ ۹۵ ] |
| هفتمین جشن دنیای تصویر (۱۳۸۲)    | این زن حرف نمی‌زند | بهترین موسیقی متن فیلم | نامزدشده | [ ۹۶ ] |
| اولین جشن دنیای تصویر (۱۳۷۶)     | سلطان             | بهترین موسیقی متن فیلم | برنده    | [ ۹۷ ] |

### جشن خانه موسیقی
| سال  | نام اثر       | رده                                           | نتیجه    | منبع   |
| ---- | ------------- | --------------------------------------------- | -------- | ------ |
| ۱۳۹۰ | آلبوم سرانجام | بهترین آهنگساز آلبوم موسیقی کلاسیک و ارکسترال | رتبه دوم | [ ۹۸ ] |

### جشن موسیقی ما
| دوره                         | رده                                                                                       | نتیجه    | منبع    |
| ---------------------------- | ----------------------------------------------------------------------------------------- | -------- | ------- |
| چهارمین جشن موسیقی ما (۱۳۹۶) | بهترین آلبوم موسیقی فیلم به انتخاب کارشناسان برای آلبوم « بادیگارد»                       | نامزدشده | [ ۹۹ ]  |
| چهارمین جشن موسیقی ما (۱۳۹۶) | بهترین آلبوم موسیقی فیلم به انتخاب کارشناسان برای آلبوم «همه این روزها»                   | نامزدشده | [ ۹۹ ]  |
| دومین جشن موسیقی ما (۱۳۹۳)   | بهترین قطعه موسیقی تلفیقی فیلم و سایر ژانرها بخش کارشناسی برای آلبوم «گذشته حال استمراری» | برنده    | [ ۱۰۰ ] |
| دومین جشن موسیقی ما (۱۳۹۳)   | بهترین قطعه موسیقی تلفیقی، فیلم و سایر ژانرها بخش مردمی برای قطعه «برف روی کاج‌ها»         | نامزدشده | [ ۱۰۱ ] |
| اولین جشن موسیقی ما (۱۳۹۲)   | بهترین آهنگساز موسیقی پاپ و تلفیقی                                                        | نامزدشده | [ ۱۰۲ ] |
| اولین جشن موسیقی ما (۱۳۹۲)   | بهترین تنظیم کننده موسیقی پاپ و تلفیقی                                                    | نامزدشده | [ ۱۰۲ ] |

### جشنواره فیلم‌های تلویزیونی
| دوره                                    | نام فیلم    | رده                    | نتیجه    | منبع    |
| --------------------------------------- | ----------- | ---------------------- | -------- | ------- |
| نخستین جشنواره فیلم‌های تلویزیونی (۱۳۸۸) | نیلوفر کبود | بهترین موسیقی متن فیلم | نامزدشده | [ ۱۰۳ ] |

### جشنواره سینما حقیقت
| دوره                                  | نام مستند | رده                     | نتیجه    | منبع    |
| ------------------------------------- | --------- | ----------------------- | -------- | ------- |
| نهمین دوره جشنواره سینما حقیقت (۱۳۹۴) | چشم جنگ   | بهترین موسیقی متن مستند | نامزدشده | [ ۱۰۴ ] |

- بهترین آهنگساز موسیقی پاپ در سال ۱۳۹۱ به انتخاب مجله «ترانه ما»[۱۰۵]